# ایستگاه یورک یونیورسیتی
ایستگاه یورک یونیورسیتی (انگلیسی: York University station) یک ایستگاه متروی زیرزمینی در خط یک یانگ–یونیورسیتی متروی تورنتو است.